# Цзян Хуэйхуа
Цзян Хуэйхуа (род. 22 января 1998 года) — китайская тяжелоатлетка, четырёхкратная чемпионка мира 2015, 2019, 2022 и 2023 годов, чемпионка летних юношеских Олимпийских игр 2014 года.

## Карьера
Она начала заниматься спортом в 2008 году в Фучуане, Китайской Народной Республике.
На II летних юношеских Олимпийских игр 2014 года в весе до 48 кг завоевала чемпионский титул. 
На чемпионате мира 2015 года в Хьюстоне, спортсменка завоевала золотую медаль в весовой категории до 48 кг, взяв вес 198 кг. 
В начале ноября 2018 года на чемпионате мира в Ашхабаде, китайская спортсменка, в весовой категории до 48 кг., завоевала абсолютную серебряную медаль, взяв общий вес 206 кг. И в упражнение рывок и в толчке также она была второй.
На предолимпийском чемпионате мира 2019 года, который проходил в Таиланде, китайская спортсменка завоевала титул чемпионки мира в весовой категории до 49 кг. Общий вес на штанге 212 кг. В упражнении рывок она стала второй (94 кг), в толкании завоевала малую золотую медаль (118 кг).
На чемпионате мира 2022 года в Боготе, в Колумбии в категории до 49 кг завоевала золотую медаль по сумме двух упражнений с результатом 206 кг, также в её копилке малые золотые медали в отдельных упражнениях.
В Саудовской Аравии, где состоялся Чемпионат мира по тяжёлой атлетике 2023 года, китайская спортсменка в категории до 49 кг завоевала титул чемпионки мира с результатом 215 кг по сумме двух упражнений, установив новый мировой рекорд. Малая золотая медаль в толчке и новый мировой рекорд с весом на штанге 120 кг также покорились ей. В рывке она была второй — 95 кг. 